# 練馬 (練馬区)
練馬（ねりま）は、東京都練馬区の町名。現行行政地名は練馬一丁目から練馬四丁目。住居表示実施済み。

## 地理
練馬区のやや中央東寄りに存在する。北部を早宮、南部を中村北、豊玉北、豊玉上、東部を桜台、西部を向山と接している。
練馬区役所本庁舎は、豊玉北に所在。豊島園駅は練馬所在だが、としまえんは向山所在。

### 河川
- 石神井川

### 地価
住宅地の地価は、2025年（令和7年）1月1日の公示地価によれば、練馬1-40-11の地点で57万円/m2、練馬2-17-6の地点で53万2000円/m2、練馬4-23-7の地点で51万6000円/m2となっている。

## 歴史

### 地名の由来
旧・武蔵国豊島郡下練馬村。地名は駅名から付けたもの。下練馬村（本村は平和台）や練馬区の中心地であることが由来ではない。

### 沿革
- 8世紀半ばごろ - 武蔵国に乗潴駅が所在（10世紀初頭には消滅）し、その所在には練馬区練馬説と、杉並区天沼説がある。練馬区練馬説における、乗潴駅の所在地は、白山神社付近であると推定されている。
- 1083年（永保3年） - 源義家が練馬白山神社の大ケヤキを奉納したと伝えられている。
- 1281年（弘安4年） - この年の板碑が、白山神社周辺から出土。当時、白山神社周辺に集落が発達していたと考えられている。
- 1868年8月8日（慶応4年6月20日） - 武蔵国豊島郡豊島郡下練馬村は、武蔵知県事松村忠四郎長為の管轄となるが[6]、まもなく古賀定雄に交代[7]。
- 1869年3月21日（明治2年2月9日） - 品川県が設置され、品川県豊島郡下練馬村となる[8]。
- 1870年1月19日（明治2年12月18日） - 品川県内の寄場組合が廃止され、中荒井村を筆頭とする22番組に所属[9]。
- 1872年1月14日（明治4年12月5日） - 東京府に編入され新宿口第22区（戸長・岩堀傳内）の所属となる[10]。
- 1873年（明治6年）3月18日 - 朱引外大小区改正により第8大区7小区の所属となる。
- 1878年（明治11年）11月2日 - 東京府北豊島郡下練馬村となる（郡区町村編制法施行による）。
- 1889年（明治22年）5月1日 - 本区域で、市制町村制施行されるが、地名変更なし。
- 1915年（大正4年）4月15日 - 武蔵野鉄道（現在の西武池袋線）の練馬駅が開業。
- 1919年（大正8年）10月10日 - 練馬駅北口で、大日本紡績練馬工場が操業開始。
- 1927年（昭和2年）10月15日 - 武蔵野鉄道豊島線の豊島駅（現在の西武豊島線豊島園駅）が開業。
- 1929年（昭和4年）4月1日 - 東京府北豊島郡練馬町となる（町制施行による）。
- 1932年（昭和7年）10月1日 - 東京府東京市板橋区練馬南町となる（東京市編入および板橋区新設による）。
- 1938年（昭和13年）4月 - 中央大学練馬競技場（現在の練馬総合運動場）が開場する。
- 1940年（昭和15年）4月 - 私立豊島ケ岡青年学校が東洋紡織工業練馬工場内に開校。
- 1942年（昭和17年） - 豊島園駅そばに、私立練真中学校が開校。
- 1943年（昭和18年）7月1日 - 東京都板橋区練馬南町となる（東京都制施行による）。
- 1947年（昭和22年）8月1日 - 東京都練馬区南町三丁目から五丁目までとなる（練馬区設置による[11]）。
- 1949年（昭和24年）5月2日 - 練馬区立開進第二中学校が、開進第二小学校内から現在地（現在の練馬二丁目）に移転する。
- 1949年（昭和24年）8月1日 - 練馬授産場を開設。
- 1952年（昭和27年）9月1日 - 練馬区立南町小学校が、開進第二小学校を学区分割して開校。
- 1955年（昭和30年） - 私立練真高等学校が廃校。
- 1955年（昭和30年）4月23日 - 練馬和光保育園が開園。
- 1959年（昭和34年）3月11日 - 練馬南町四郵便局（特定郵便局）を置き、電話通話および和文電報受付事務を取り扱う[12]。
- 1961年（昭和36年）4月1日 - 練馬授産場が改築。
- 1963年（昭和38年）2月1日 - 住居表示を実施し、東京都練馬区練馬一 - 四丁目となる[13]。
都内第一号の住居表示実施である。
- 1963年（昭和38年）8月5日 - 練馬南町四郵便局を、練馬二郵便局へ改称する[14]。
- 1966年（昭和41年）7月1日 - 練馬四郵便局（特定郵便局）を置く[15]。
- 1966年（昭和41年）11月11日 - 学校給食第二総合調理場が開場。
- 1970年（昭和45年）12月21日ころ - 鐘淵紡績練馬工場が廃場となる。
- 1973年（昭和48年）4月1日 - 練馬保育園が開園（厚生文化会館内）。
- 1973年（昭和48年）5月1日 - 厚生文化会館が開館。
- 1974年（昭和49年）10月 - 中央大学練馬グラウンド（現在の練馬総合運動場）を、東京都が用地買収。
- 1976年（昭和51年）6月23日 - 区立豊島園駅西自転車駐車場を開設。
- 1977年（昭和52年）3月 - 鐘淵紡績練馬工場跡地の開発を、株式会社ディベロッパーカネボウが断念し、同地を東京都と練馬区が買収。
- 1977年（昭和52年）4月1日 - 練馬一丁目公園が開園。
- 1978年（昭和53年）6月1日 - 旧中央大学練馬グラウンド（現在の練馬総合運動場）を一般開放。
- 1978年（昭和53年）8月2日 - 鐘淵紡績練馬工場跡地を区民に暫定開放。
- 1983年（昭和58年）4月3日 - 鐘淵紡績練馬工場跡地に練馬文化センターが開館。
- 1985年（昭和60年）6月18日 - 練馬駅前再開発に伴い、練馬一丁目地区市街地再開発準備組合が発足。
- 1991年（平成3年）12月10日 - 都営地下鉄12号線（現在の都営大江戸線）豊島園駅が開業。
- 1993年（平成5年）7月1日 - 厚生文化会館が改築開館。
- 1994年（平成6年）4月15日 - 鐘淵紡績練馬工場跡地に平成つつじ公園が開園。
- 1995年（平成7年）7月18日 - 鐘淵紡績練馬工場跡地に練馬駅北口地下駐車場が開場。
- 1996年（平成8年）10月1日 - 練馬デイサービスセンターが開設。
- 2002年（平成14年）3月31日 - 練馬授産場を廃止。
- 2014年（平成26年）頃 - 学校給食第二総合調理場が閉鎖。

### 旧小字
地租改正後の記録として残る小字は以下のとおり。左が現町名、右が小字名である。
- 練馬一丁目 - 栗山（くりやま）、谷戶（やと）
- 練馬二丁目 - 栗山、栗山下（くりやました）、糀谷（こうじや）
- 練馬三丁目 - 出頭（でがしら）、谷戶
- 練馬四丁目 - 栗山下、谷戶山（やとやま）

### 町名の変遷
板橋区成立時の町名改称は以下のとおり。
| 実施後         | 実施年月日    | 実施前（いずれも練馬町の字名）           |
| -------------- | ------------- | ---------------------------------------- |
| 練馬南町三丁目 | 1932年10月1日 | 字出子谷ツ・南三軒・向早淵・西原・西原前 |
| 練馬南町四丁目 | 1932年10月1日 | 字糀谷・栗山下・栗山・栗山大門           |
| 練馬南町五丁目 | 1932年10月1日 | 字谷戶・谷戶山・出頭                     |

練馬区成立時の町名改称は以下のとおり。
| 実施後     | 実施年月日   | 実施前         |
| ---------- | ------------ | -------------- |
| 南町三丁目 | 1947年8月1日 | 練馬南町三丁目 |
| 南町四丁目 | 1947年8月1日 | 練馬南町四丁目 |
| 南町五丁目 | 1947年8月1日 | 練馬南町五丁目 |

| 実施後     | 実施年月日   | 実施前（各町の一部）   |
| ---------- | ------------ | ---------------------- |
| 練馬一丁目 | 1963年2月1日 | 南町四丁目、南町五丁目 |
| 練馬二丁目 | 1963年2月1日 | 南町三丁目、南町四丁目 |
| 練馬三丁目 | 1963年2月1日 | 南町五丁目             |
| 練馬四丁目 | 1963年2月1日 | 南町四丁目、南町五丁目 |

### 文化財・遺構・史跡
- 栗山 - 練馬区立開進第二中学校付近。旧石器時代 - 平安時代の間の集落。東京都教育委員会遺構番号練馬区108。
- 右馬頭屋敷跡 - 練馬区立開進第二中学校付近。中世の城館。東京都教育委員会遺構番号練馬区138。

### 治安・風紀の維持
2012年、東京都は練馬一丁目を都迷惑防止条例に基づき、客引きやスカウトのみならず、それらを行うために待機する行為なども禁止する区域に指定した。

## 世帯数と人口
2025年（令和7年）4月1日現在（練馬区発表）の世帯数と人口は以下の通りである。
| 丁目       | 世帯数    | 人口     |
| ---------- | --------- | -------- |
| 練馬一丁目 | 2,860世帯 | 4,222人  |
| 練馬二丁目 | 1,826世帯 | 3,030人  |
| 練馬三丁目 | 2,539世帯 | 3,724人  |
| 練馬四丁目 | 2,326世帯 | 3,847人  |
| 計         | 9,551世帯 | 14,823人 |

### 人口の変遷
国勢調査による人口の推移。
| 年                 | 人口   |
| ------------------ | ------ |
| 1995年（平成7年）  | 12,846 |
| 2000年（平成12年） | 13,386 |
| 2005年（平成17年） | 14,159 |
| 2010年（平成22年） | 14,985 |
| 2015年（平成27年） | 14,673 |
| 2020年（令和2年）  | 15,163 |

### 世帯数の変遷
国勢調査による世帯数の推移。
| 年                 | 世帯数 |
| ------------------ | ------ |
| 1995年（平成7年）  | 6,270  |
| 2000年（平成12年） | 6,949  |
| 2005年（平成17年） | 7,722  |
| 2010年（平成22年） | 8,589  |
| 2015年（平成27年） | 8,424  |
| 2020年（令和2年）  | 9,414  |

## 学区
区立小・中学校に通う場合、学区は以下の通りとなる（2022年7月現在）。
| 丁目       | 番・番地等                | 小学校                 | 中学校                 |
| ---------- | ------------------------- | ---------------------- | ---------------------- |
| 練馬一丁目 | 1番 20〜25番 28〜32番     | 練馬区立開進第二小学校 | 練馬区立開進第二中学校 |
| 練馬一丁目 | 2〜19番 26〜27番 33〜34番 | 練馬区立南町小学校     | 練馬区立開進第二中学校 |
| 練馬二丁目 | 2〜19番 21〜34番          | 練馬区立南町小学校     | 練馬区立開進第二中学校 |
| 練馬二丁目 | 1番 20番                  | 練馬区立開進第二小学校 | 練馬区立開進第二中学校 |
| 練馬三丁目 | 1〜2番 14〜25番           | 練馬区立南町小学校     | 練馬区立開進第二中学校 |
| 練馬三丁目 | 3〜13番 26〜32番          | 練馬区立向山小学校     | 練馬区立開進第二中学校 |
| 練馬四丁目 | 7〜10番 17番              | 練馬区立向山小学校     | 練馬区立開進第二中学校 |
| 練馬四丁目 | 1〜6番 11〜16番 18〜33番  | 練馬区立南町小学校     | 練馬区立開進第二中学校 |

## 交通

### 鉄道
- 練馬駅
  - 西武池袋線 - 池袋行、飯能行
  - 西武有楽町線 - 新木場行、元町・中華街行（小竹向原駅から東京地下鉄に直通乗り入れ）
  - 西武豊島線 - 豊島園行

都営大江戸線練馬駅の所在地は、豊玉北である。
- 豊島園駅
  - 西武豊島線 - 練馬行、池袋行（西武池袋線直通）
  - 都営地下鉄大江戸線 - 六本木・大門方面行、清澄白河行、光が丘行

### バス
- 練馬駅北口停留所
  - 荻07系統 - 荻窪駅北口行（関東バス）
  - 高10系統 - 高円寺駅北口行（関東バス）
  - 高60系統 - 高円寺駅北口行（関東バス）
  - 中25系統 - 中野駅（関東バス）
  - 赤01系統 - 赤羽駅西口行（国際興業バス）
  - 練95系統 - 練馬北町車庫行（国際興業バス）
  - 中92系統 - 中野駅南口行（京王バス）
  - 練42系統 - 成増町行（西武バス）
  - 練41系統・練43系統 - 南田中車庫行（西武バス）
  - 練47系統 - 成増駅南口行（西武バス）
  - 練48系統 - 新江古田駅前行、大泉学園駅行（西武バス）※都営バスから移管

- 練馬一丁目停留所（国際興業バス）
  - 赤01系統 - 練馬駅行、赤羽駅西口行
  - 練95系統 - 練馬駅行、練馬北町車庫行

- 豊島園停留所
  - 赤01系統 - 練馬駅行、赤羽駅西口行（国際興業バス）
  - 練95系統 - 練馬駅行、練馬北町車庫行（国際興業バス）
  - 練47系統 - 練馬駅北口行、成増駅南口行（西武バス）

### 道路
- 東京都道8号千代田練馬田無線（目白通り）
- 東京都道439号椎名町上石神井線（千川通り）
- 東京都道442号北町豊玉線（弁天通り・大門通り）

## 事業所
2021年（令和3年）現在の経済センサス調査による事業所数と従業員数は以下の通りである。
| 丁目       | 事業所数  | 従業員数 |
| ---------- | --------- | -------- |
| 練馬一丁目 | 443事業所 | 3,789人  |
| 練馬二丁目 | 54事業所  | 383人    |
| 練馬三丁目 | 81事業所  | 615人    |
| 練馬四丁目 | 150事業所 | 1,241人  |
| 計         | 728事業所 | 6,028人  |

### 事業者数の変遷
経済センサスによる事業所数の推移。
| 年                 | 事業者数 |
| ------------------ | -------- |
| 2016年（平成28年） | 740      |
| 2021年（令和3年）  | 728      |

### 従業員数の変遷
経済センサスによる従業員数の推移。
| 年                 | 従業員数 |
| ------------------ | -------- |
| 2016年（平成28年） | 6,034    |
| 2021年（令和3年）  | 6,028    |

## 施設

### 練馬一丁目
- 練馬駅（西武鉄道）
  - モスバーガー練馬駅店
- 練馬警察署練馬駅前交番
- 巣鴨信用金庫練馬支店
- 了見寺
  - 練馬和光保育園
- 阿弥陀寺
- 吉野家練馬店
- フレッシュネスバーガー練馬店
- 鐘淵紡績練馬工場
→解体→練馬文化センター・バスターミナル
  - 練馬区立平成つつじ公園
  - 練馬駅北口地下駐車場
- 練馬区立練馬授産所
→廃止→パチンコ賭博場

### 練馬二丁目
- 練馬区立南町小学校
- 練馬区立開進第二中学校
- 学校給食第二総合調理場
- 練馬二郵便局
- 練馬区立練馬保育園
- 練馬デイサービスセンター
- 中央大学練馬グラウンド
→練馬総合運動場

### 練馬三丁目
- 警視庁練馬住宅
- 練馬区立練馬はらっぱ公園
- 練馬区立練馬三丁目公園
- セブン-イレブン練馬3丁目店
- フードスタイル練馬3丁目店
→おひさまほいくえん分園

### 練馬四丁目
- 豊島園駅（西武豊島線、都営地下鉄大江戸線）
- 練馬区立厚生文化会館
- 練馬四郵便局
- 練馬警察署豊島園前交番
- 日本マクドナルド豊島園店
→統廃合→ドトールコーヒーショップ豊島園駅前店
- セブン-イレブン豊島園駅前店
- ファミリーマート豊島園駅前店
- ミニストップ豊島園駅前店
→統廃合→まいばすけっと豊島園駅前店
- 田島山十一ヶ寺
- 白山神社
- 豊島園バスターミナル
→解体→ユナイテッド・シネマとしまえん
- モスバーガー豊島園店
→統廃合→オリジン→統廃合→松屋フーズ

## その他

### 日本郵便
- 郵便番号 : 176-0001[3]（集配局 : 練馬郵便局[27]）。